# Simningsorsakat lungödem

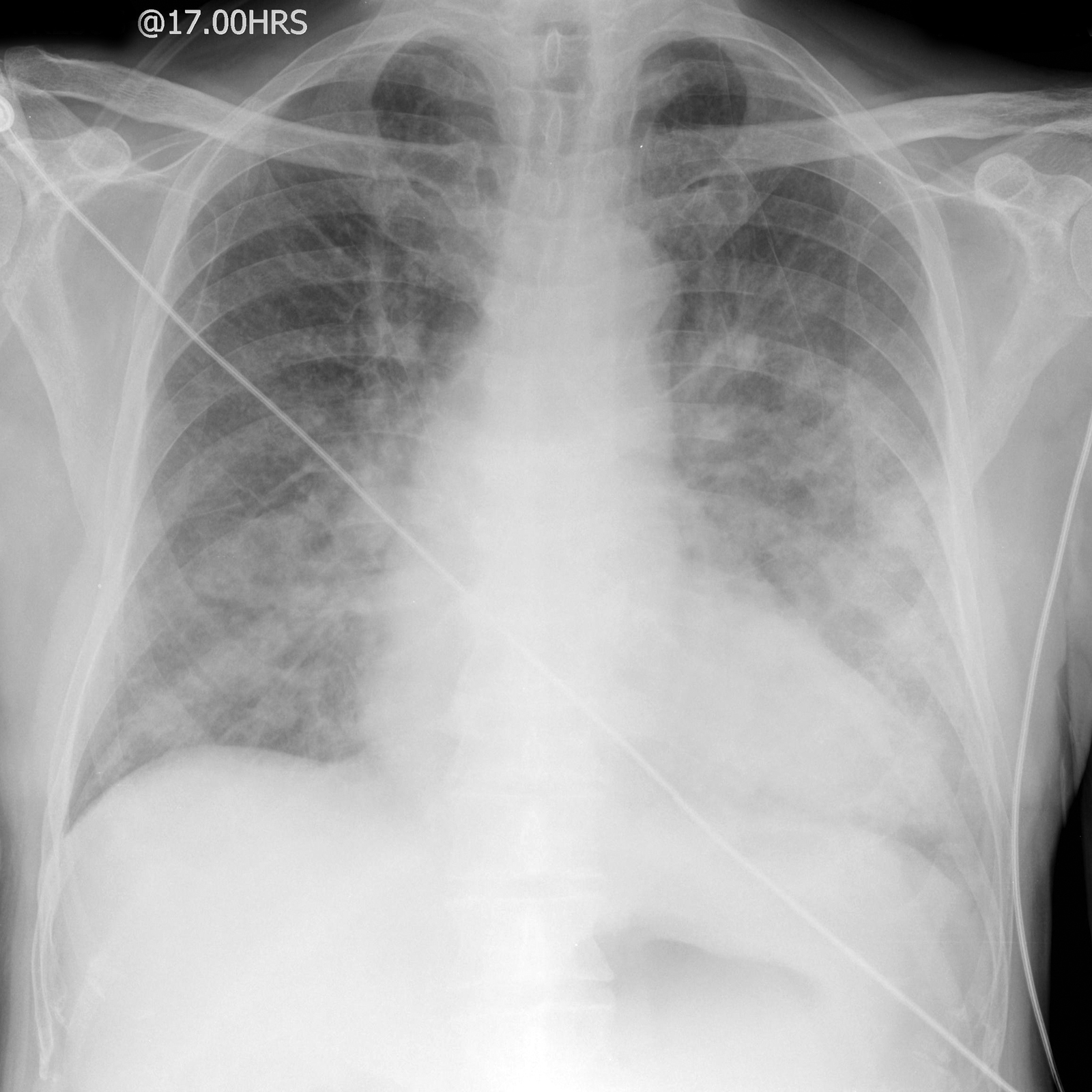
Lungröntgen av en patient med lungödem av annan anledning än SIPE.

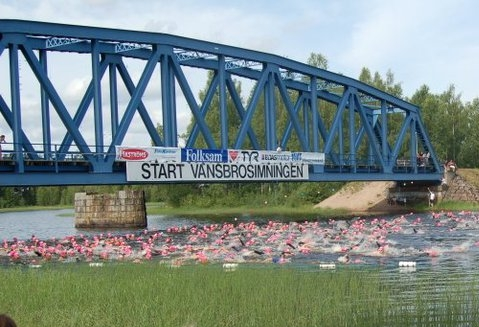
Forskning avseende SIPE bedrivs årligen vid Vansbrosimningen.

Simningsorsakat lungödem (förkortat SIPE efter engelskans swimming-induced pulmonary edema) är en akut medicinsk åkomma som kan uppstå i samband med simning.
De två främsta predisponerande faktorerna för att utveckla tillståndet har angetts vara högt blodtryck samt låg vattentemperatur, men även tidigare friska personer kan drabbas.
Den centrala patofysiologiska mekanismen är stegrat blodtryck i lungkretsloppet vilket leder till utträde av vätska i lungblåsorna, så kallat lungödem. Denna blodtrycksstegring åstadkommes dels av ansträngningen som simning i sig innebär, dels genom den omfördelning av blodvolymen till centrala blodkärl orsakad av nedkylning. Det har även hypotetiserats att en trång våtdräkt bidrar till en sådan omfördelning av blod.
| Föreslagna kriterier för diagnostik av SIPE                                       |
| --------------------------------------------------------------------------------- |
| Akut påkommen andnöd eller blodiga upphostningar i direkt anslutning till simning |
| Avsaknad av aspiration av vatten, laryngospasm eller föregående luftvägsinfektion |
| Hypoxi, definierat som uppmätt syresättning med pulsoximetri <92%                 |
| Radiologisk bild av lungödem som går över inom 48 timmar                          |

Symtomen liknar de vid lungödem av andra orsaker – andnöd, hosta, skummande och ibland blodiga upphostningar. Vid uppkomna symtom bör simningen avbrytas och eventuell våtdräkt avlägsnas. Vid fortsatta symtom kan behandling med syrgas, vätskedrivande läkemedel och positivt luftvägstryck vara aktuellt.
Behandling av och forskning om tillståndet bedrivs vid Vansbrosimningen, där cirka 40 till 50 individer insjuknar vart år.